# Escepticismo científico

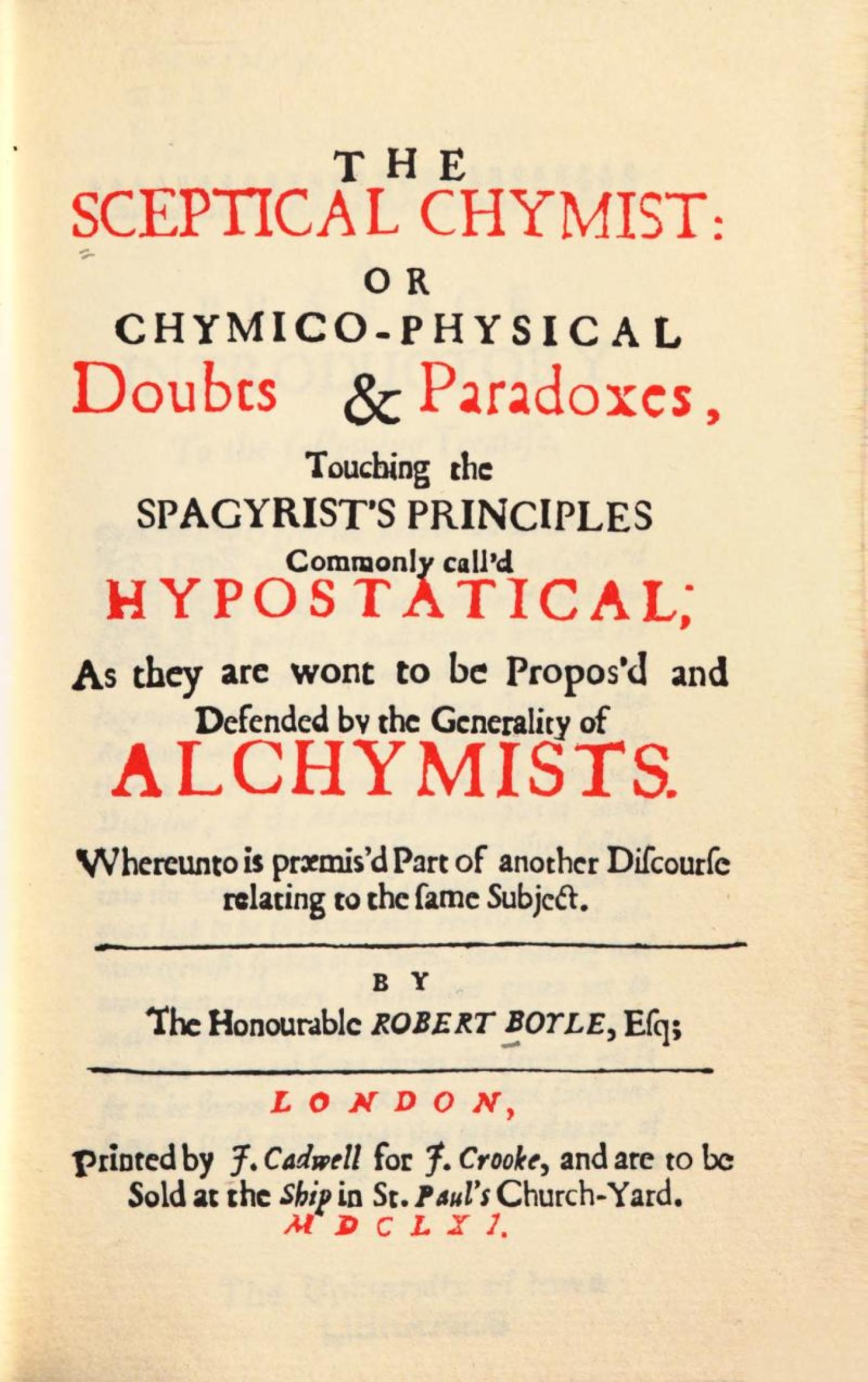
Portada del libro de Robert Boyle "El químico escéptico".

El escepticismo científico (o escepticismo racional) es una posición práctica, filosófica, científica y epistemológica, en la que se cuestiona la veracidad de las afirmaciones que carecen de pruebas empíricas suficientes. En la práctica, esta posición suele aplicarse al examen de afirmaciones y teorías que van en contra y/o más allá de la aplicación y alcance del método científico (véase empirismo lógico). El escepticismo científico se basa en el pensamiento crítico y se opone a afirmaciones que carezcan de prueba empírica verificable y contrastada (véase empirismo).

## Características
Como cualquier científico normal y corriente dentro de la comunidad científica, un científico escéptico evalúa cualquier afirmación basándose en la verificabilidad, falsabilidad y reproducibilidad en lugar de aceptar afirmaciones o teorías basadas en fe, anécdotas, fuentes poco veraces o confiar en hechos/afirmaciones considerados incontestables. Los escépticos frecuentemente enfocan su criticismo en afirmaciones que consideran inverosímiles, dudosas o que claramente se enfrentan con el conocimiento de ciencia comúnmente aceptado. Esto es lo que distingue al científico escéptico del científico profesional, que concentra sus tareas principalmente en verificar o rechazar las hipótesis creadas en un campo particular de la ciencia. Los científicos escépticos no afirman que afirmaciones o teorías poco comunes o extrañas deberían ser automáticamente rechazadas, sino que sostienen que fenómenos o afirmaciones extrañas o paranormales deberían poder ser examinados crítica y objetivamente y esas afirmaciones o fenómenos deberían de requerir de prueba a su favor antes de lograr el consenso científico y ser aceptadas como verdaderas.
Algunos de los fenómenos y prácticas más cuestionados por los escépticos son: la actividad de los psíquicos, la parapsicología, las apariciones marianas, las curaciones milagrosas, los estigmas, la astrología, diversas creencias religiosas, la homeopatía, las cartas del tarot, las abducciones alienígenas y la percepción extrasensorial.  Tales asuntos los escépticos califican de pseudociencia o carentes por completo de prueba contrastable. Escépticos como James Randi se han hecho famosos por rebatir afirmaciones sostenidas por estos individuos. Muchos escépticos también son ateos o agnósticos y tienen una visión del mundo naturalista, sin embargo existen también escépticos de la pseudociencia como por ejemplo Martin Gardner que expresan su creencia en un dios.
Desde un punto de vista científico, las teorías científicas se juzgan por diversos criterios filosóficos, tales como la navaja de Occam, falsabilidad y repetitividad. El escepticismo es parte del método científico; por ejemplo un resultado experimental no se puede considerar como probado hasta que muestre una cierta repetitividad.
Los principios del escepticismo es que sea el mismo individuo el que pueda llegar a una conclusión pensando por sí mismo y basándose en la prueba demostrable y no dejarse convencer por autoridades, escépticos o por cualquier otro factor/agente.

## La visión escéptica ante las pseudociencias y la religión
El escepticismo es una manera de examinar afirmaciones o teorías extraordinarias donde la duda se sobrepone a la creencia, dada la falta de prueba demostrable. Los escépticos generalmente consideran equivocado creer en Ovnis o poderes psíquicos si no existe prueba empírica suficiente que respalde a estos fenómenos. El científico y escéptico Richard Dawkins apunta directamente a la religión en general como una fuente de violencia y de irracionalidad, y considera al creacionismo y al diseño inteligente como una amenaza a la biología. Poco después de los atentados del 11 de septiembre de 2001, cuando le preguntaron en qué podría haber cambiado el mundo, Dawkins respondió:

Muchos de nosotros veíamos a la religión como una tontería inofensiva. Puede que las creencias carezcan de toda prueba pero, pensábamos, si la gente necesitaba un consuelo en el que apoyarse, ¿dónde está el daño? El 11 de septiembre lo cambió todo. La fe revelada no es una tontería inofensiva, puede ser una tontería letalmente peligrosa. Peligrosa porque le da a la gente una confianza firme en su propia rectitud. Peligrosa porque les da el falso coraje de matarse a sí mismos, lo que automáticamente elimina las barreras normales para matar a otros. Peligrosa porque les inculca enemistad a otras personas etiquetadas únicamente por una diferencia en tradiciones heredadas. Y peligrosa porque todos hemos adquirido un extraño respeto que protege con exclusividad a la religión de la crítica normal. ¡Dejemos ya de ser tan condenadamente respetuosos!

Algunos escépticos también se oponen a algunas sectas y nuevos movimientos religiosos a causa de su preocupación por lo que consideran falsos milagros realizados o respaldadas por el líder del grupo. A menudo se critican los sistemas de creencias que ellos consideran que entran dentro de lo extraño o irracional.

## Crítica
Como respuesta al escepticismo científico, desde posturas críticas con esta visión, se ha acuñado el término pseudoescepticismo para referirse al escepticismo; alegando que niegan sin aportar pruebas, y por considerar el término pseudociencia como peyorativo[cita requerida].

## Escépticos famosos
- Bertrand Russell, matemático y filósofo del siglo XX.
- Ann Druyan divulgadora científica y actual directora de la Planetary Society. Druyan es la viuda de Carl Sagan.
- Arefoo mentalista y mago profesional mexicano.
- Banachek, participante en el Proyecto Alpha.
- Ben Goldacre, autor de la columna Bad Science en el diario británico The Guardian.
- Carl Sagan, divulgador de ciencia.
- Daniel Dennett filósofo americano, Profesor Austin B. Fletcher de Filosofía, y codirector del Centro de Estudios Cognitivos en la Universidad de Tuft.
- Douglas Hofstadter, investigador de ciencia cognitiva e inteligencia artificial, ganador de un Premio Pulitzer y colaborador ocasional del Scientific American, es miembro de la The Skeptics Society.
- Cósmido, investigó el espiritismo en CMC y los poderes de los médiums.
- Eugenie Scott, antropóloga, profesora y escritora estadounidense.
- Isaac Asimov, escritor.
- James Oberg, ufólogo escéptico.
- James Randi, mago profesional, ha dedicado su vida a poner en evidencia los fraudes paranormales, famoso por su reto del millón de dólares a quien pueda demostrar alguna habilidad paranormal en un ambiente científicamente controlado.
- Jerry Andrus, ilusionista especializado en objetos de apariencia imposible e ilusiones ópticas.
- Joe Nickell, investigador de fenómenos paranormales.
- Kendrick Frazier, Editor del Skeptical Inquirer.
- Mario Bunge, profesor, físico y filósofo argentino.
- Martin Gardner matemático, colaborador de la revista Scientific American.
- Michael Shermer, escritor, presentador e historiador especializado en temas científicos.
- Milbourne Christopher, cofundador del CSICOP.
- Neil deGrasse Tyson, astrofísico y divulgador científico.
- Paul Kurtz, fundador del CSICOP.
- Penn Jillette y Teller, integrantes del dúo de prestidigitadores Penn & Teller.
- Peter Mansfield, médico general australiano, director de Healthy Skepticism.
- Phil Plait, astrónomo.
- Philip J. Klass, estudioso de ufología.
- Ray Hyman, investigador en Parapsicología.
- Rebecca Watson, escritora, bloguera y participante en pódcast estadounidense.
- Richard Dawkins zoólogo, autor de El gen egoísta, dedicado al estudio de la evolución en la biología; se ha destacado por su oposición a la enseñanza del creacionismo y las teorías del diseño inteligente en las escuelas del Reino Unido y los Estados Unidos.
- Robert Boyle, químico, físico e inventor anglo-irlandés.
- Robert L. Park, profesor de física, divulgador científico y autor del libro Voodoo Science.
- Robert Todd Carroll, autor del Skeptic's Dictionary y de la misma web relacionada.
- Sam Harris,  filósofo, neurocientífico, cofundador y director del Proyecto Razón.
- Stephen Barrett especialista en la crítica a la medicina alternativa y webmaster de Quackwatch.
- Susan Blackmore parapsicóloga, escritora y conferenciante.
- Sven Ove Hansson, profesor de filosofía en el Instituto Real de Tecnología de Suecia.